# タージ・ギブソン
タージ・ジャミ・ギブソン（Taj Jami Gibson, 1985年6月24日 - ）は、アメリカ合衆国ニューヨーク州ニューヨーク出身のプロバスケットボール選手。NBAのシャーロット・ホーネッツに所属している。ポジションはパワーフォワード。

## 経歴

### 生い立ち
1985年6月24日にニューヨーク州ニューヨーク市ブルックリン区で生まれた。高校でのキャリアはブルックリンにあるHigh School of Telecommunication Arts & Technologyでスタート。2、3年目はカリフォルニア州ターザーナにあるストーンリッジ高校に通った。2006年には4年生としてカリフォルニア州サン・フェルナンドにあるキャルヴァリー・クリスチャン高校に通った。

### カレッジ
南カリフォルニア大学に進学し、学生友愛会ファイ・カッパ・サイに所属。2007年に21歳と1年生にしては高年齢ながらもPac-10のオールフレッシュマンチームに選出された。2008年にはライバル高であるUCLAへの勝利に貢献、大学のシーズン通算ブロック数を塗り替えた。
2009年にはステイプルズ・センターで行われたPac-10トーナメントでトロージャンズを優勝へと導き、オールPac-10トーナメントチームに選出された。

### シカゴ・ブルズ
2009年のNBAドラフトにおいてシカゴ・ブルズから全体26位で指名される。同じくドラフトされたジェームズ・ジョンソンと共に2009年6月にブルズと契約。インサイドの主力であるジョアキム・ノアらの故障もあってシーズン途中から先発に昇格。エネルギー溢れるプレイとその堅守で周囲を驚かせた。オールスターではNBAルーキーチャレンジに出場し、2002年以来のルーキーチーム勝利に貢献した。ブルズはその年8位でプレイオフに進出。第1ラウンドでクリーブランド・キャバリアーズに敗退する中、ギブソンは平均7.6得点7.0リバウンドを記録。シーズンを通して怪我人が多発したチームにおいて、ギブソンは全試合に出場を果たし、オールルーキー1stチームに選出された。
2010–11シーズンは、オフシーズン中にFAでユタ・ジャズから移籍してきたカルロス・ブーザーにレギュラーを明け渡す可能性が濃厚であった。しかし、シーズン開幕前に、ブーザーが自宅でかばんにつまづいて右手を負傷し手術し開幕絶望となる。そのため、ギブソンは開幕後、ブーザーの復帰まで15試合先発出場して穴を埋めた。ブーザーの復帰後は、貴重なバックアッパーとして活躍。この年のオールスターではNBAルーキーチャレンジの2年目のソフォモアチームの先発として選出されるも、ルーキーチームに148-140と敗戦した。ギブソンは18分出場し8得点。シューティングスターズのシカゴ代表としても出場した。
この年のブルズは東カンファレンス1位でプレイオフに進出した。2011年5月10日に行われた東カンファレンス準決勝の第5戦では、第4Qに11得点をあげアトランタ・ホークスに勝利しブルズが3勝2敗とリードする手助けをした。
2012年10月31日にブルズと複数年契約延長を結んだ。
2013–14シーズンは、控えながらも平均13得点6.8リバウンドを記録し、ブロック数ではリーグ上位にランクイン。NBAシックスマン賞ではジャマール・クロフォードに次ぐ2位に投票された。
2014-15シーズンは、カルロス・ブーザーにアムネスティ条項を行使して放出したが、ブルズは新たにパウ・ガソルと契約。ギブソンは引き続きシックスマンを務めた。

### オクラホマシティ・サンダー
2017年2月23日、大型トレードでオクラホマシティ・サンダーに移籍。8シーズンを過ごしたブルズを離れることになった。

### ミネソタ・ティンバーウルブズ
2017年7月2日。ミネソタ・ティンバーウルブズと2年2800万ドルの契約で合意。ブルズ時代の恩師トム・シボドーの元で再出発することになった。

### ニューヨーク・ニックス
2019年7月1日にニューヨーク・ニックスと2年2000万ドルの契約を結んだ。
2019-20シーズンオフにチームオプションを破棄されてFAとなったが、2021年1月に再契約した。
2020-21シーズン終了後にFAとなったが、ニックスと2年総額1,000万ドルで再契約した。
2022年7月8日に解雇された。

### ワシントン・ウィザーズ
2022年7月19日にワシントン・ウィザーズと契約した。
2022-23シーズン終了後にウィザーズと再契約したが、2023-24シーズン開幕前に解雇された。

### ニックス復帰
2023年12月15日に古巣のニックスと契約した。1月7日に解雇されたが、30日に10日間契約を結んで復帰し、2月10日には二度目の10日間契約を結んだ。

### デトロイト・ピストンズ
2024年3月6日にデトロイト・ピストンズと10日間契約を結んだ。その後、16日にシーズン終了までの契約を結んだ。

### シャーロット・ホーネッツ
2024年7月13日にシャーロット・ホーネッツと330万ドルの単年契約を結んだ。

## 個人成績

### NBA

#### レギュラーシーズン
| シーズン | チーム | GP    | GS  | MPG  | FG%  | 3P%   | FT%   | RPG | APG | SPG | BPG | PPG  |
| -------- | ------ | ----- | --- | ---- | ---- | ----- | ----- | --- | --- | --- | --- | ---- |
| 2009–10  | CHI    | 82    | 70  | 26.9 | .494 | —     | .646  | 7.5 | .9  | .6  | 1.3 | 9.0  |
| 2010–11  | CHI    | 80    | 19  | 21.8 | .466 | .125  | .676  | 5.7 | .7  | .5  | 1.3 | 7.1  |
| 2011–12  | CHI    | 63    | 0   | 20.4 | .495 | —     | .622  | 5.3 | .7  | .4  | 1.3 | 7.7  |
| 2012–13  | CHI    | 65    | 5   | 22.4 | .485 | .000  | .679  | 5.3 | .9  | .4  | 1.4 | 8.0  |
| 2013–14  | CHI    | 82    | 8   | 28.7 | .479 | .000  | .751  | 6.8 | 1.1 | .5  | 1.4 | 13.0 |
| 2014–15  | CHI    | 62    | 17  | 27.3 | .502 | —     | .717  | 6.4 | 1.1 | .6  | 1.2 | 10.3 |
| 2015–16  | CHI    | 73    | 55  | 26.5 | .526 | .000  | .692  | 6.9 | 1.5 | .6  | 1.1 | 8.6  |
| 2016–17  | CHI    | 56    | 55  | 27.2 | .523 | .167  | .714  | 6.9 | 1.1 | .5  | .9  | 11.6 |
| 2016–17  | OKC    | 23    | 16  | 21.2 | .497 | 1.000 | .718  | 4.5 | .6  | .6  | .7  | 9.0  |
| 2017–18  | MIN    | 82    | 82  | 33.2 | .577 | .200  | .768  | 7.1 | 1.2 | .8  | .7  | 12.2 |
| 2018–19  | MIN    | 70    | 57  | 24.1 | .566 | .324  | .757  | 6.5 | 1.2 | .8  | .6  | 10.8 |
| 2019–20  | NYK    | 62    | 56  | 16.5 | .584 | .286  | .732  | 4.3 | .8  | .4  | .5  | 6.1  |
| 2020–21  | NYK    | 45    | 3   | 20.8 | .627 | .200  | .727  | 5.6 | .8  | .7  | 1.1 | 5.4  |
| 2021–22  | NYK    | 52    | 4   | 18.2 | .518 | .395  | .808  | 4.4 | .6  | .4  | .8  | 4.4  |
| 2022–23  | WAS    | 49    | 2   | 9.8  | .520 | .333  | .714  | 1.9 | .7  | .3  | .2  | 3.4  |
| 2023–24  | NYK    | 16    | 1   | 10.3 | .304 | .000  | 1.000 | 1.8 | .6  | .1  | .4  | 1.0  |
| 2023–24  | DET    | 4     | 0   | 9.8  | .571 | .500  | —     | 2.3 | .5  | .3  | .3  | 4.5  |
| 2024–25  | CHA    | 37    | 11  | 11.1 | .495 | .500  | .600  | 3.2 | .6  | .2  | .5  | 2.9  |
| 通算     | 通算   | 1,002 | 461 | 23.0 | .517 | .266  | .712  | 5.7 | .9  | .5  | 1.0 | 8.4  |

#### プレーオフ
| シーズン | チーム | GP | GS | MPG  | FG%  | 3P%  | FT%   | RPG | APG | SPG | BPG | PPG  |
| -------- | ------ | -- | -- | ---- | ---- | ---- | ----- | --- | --- | --- | --- | ---- |
| 2010     | CHI    | 5  | 5  | 29.0 | .421 | —    | .545  | 7.0 | .6  | .2  | .6  | 7.6  |
| 2011     | CHI    | 16 | 0  | 17.8 | .566 | .000 | .600  | 4.1 | .6  | .3  | 1.4 | 5.9  |
| 2012     | CHI    | 6  | 0  | 22.8 | .457 | —    | .682  | 6.5 | .7  | .7  | 1.7 | 9.5  |
| 2013     | CHI    | 12 | 0  | 17.2 | .470 | .000 | .727  | 3.0 | .3  | .3  | .5  | 6.5  |
| 2014     | CHI    | 5  | 0  | 30.8 | .561 | —    | .750  | 6.2 | .4  | .4  | 2.4 | 18.2 |
| 2015     | CHI    | 12 | 2  | 23.0 | .472 | —    | .700  | 5.5 | 1.0 | .3  | 1.0 | 7.4  |
| 2017     | OKC    | 5  | 5  | 23.6 | .600 | —    | .875  | 3.6 | .6  | .2  | .0  | 9.8  |
| 2018     | MIN    | 5  | 5  | 24.6 | .636 | —    | 1.000 | 4.0 | .4  | .2  | .4  | 6.2  |
| 2021     | NYK    | 5  | 3  | 27.6 | .600 | —    | 1.000 | 7.0 | .8  | 1.6 | 1.0 | 5.0  |
| 通算     | 通算   | 71 | 20 | 22.3 | .519 | .000 | .709  | 4.9 | .6  | .4  | 1.0 | 7.8  |

### カレッジ
| シーズン | チーム | GP  | GS  | MPG  | FG%  | 3P% | FT%  | RPG | APG | SPG | BPG | PPG  |
| -------- | ------ | --- | --- | ---- | ---- | --- | ---- | --- | --- | --- | --- | ---- |
| 2006–07  | USC    | 37  | 37  | 32.4 | .558 | —   | .623 | 8.7 | 1.5 | .5  | 1.9 | 12.2 |
| 2007–08  | USC    | 33  | 32  | 32.1 | .580 | —   | .594 | 7.8 | 1.3 | .7  | 2.5 | 10.8 |
| 2008–09  | USC    | 35  | 35  | 33.7 | .601 | —   | .659 | 9.0 | 1.3 | 1.0 | 2.9 | 14.3 |
| 通算     | 通算   | 105 | 104 | 32.7 | .580 | —   | .629 | 8.5 | 1.4 | .7  | 2.4 | 12.4 |